# Alpi Occidentali
Le Alpi Occidentali sono una porzione della catena alpina; nelle varie classificazioni, la denominazione "Alpi Occidentali" assume significati diversi, esposti di seguito. 
Secondo il criterio seguito nella Partizione delle Alpi adottata nel 1926, le Alpi Occidentali sono una delle tre grandi parti in cui sono suddivise le Alpi; le altre sono le Alpi Centrali e le Alpi Orientali. Seguendo quest'accezione, le Alpi Occidentali vanno dalla Bocchetta di Altare o colle di Cadibona, dove si uniscono con gli Appennini, al Col Ferret, dove continuano nelle Alpi Centrali. Si trovano perciò a cavallo di Italia e Francia. 
La suddivisione didattica tradizionale italiana segue il criterio della "Partizione delle Alpi", suddividendo anch'essa le Alpi in tre parti e dando al concetto di "Alpi occidentali" il medesimo significato.
La Suddivisione Orografica Internazionale Unificata del Sistema Alpino (SOIUSA), del 2005, invece, non segue invece la tripartizione della catena alpina, usata soprattutto in Italia e Francia, proponendo al suo posto due sole grandi parti: Alpi Occidentali e Alpi Orientali, in armonia con le classificazioni utilizzate negli altri paesi della catena alpina, e specialmente l'Austria. Secondo il criterio della SOIUSA, quindi, le Alpi Occidentali hanno un'estensione più ampia rispetto ai criteri precedentemente esposti, comprendendo anche il tratto tra Col Ferret e la linea Reno - Passo dello Spluga - Lago di Como - Adda.
Intese secondo il criterio della SOIUSA, le Alpi Occidentali rivestono un'importanza particolare dal punto di vista orografico, perché racchiudono in sé non solo il Monte Bianco, massima vetta delle Alpi, ma anche tutte le altre vette superiori a 4000 m, con la sola eccezione del Pizzo Bernina. Anche dal punto di vista idrografico, questo tratto della catena alpina si segnala, per il fatto che vi si trovano le sorgenti di fiumi importanti, come il Po, il Reno e il Rodano; ai loro piedi si estendono inoltre importanti laghi come il Lago di Ginevra, il Lago di Costanza, il Lago di Zurigo, il Lago di Lugano, il Lago Maggiore e il Lago di Como.

## Partizione delle Alpi

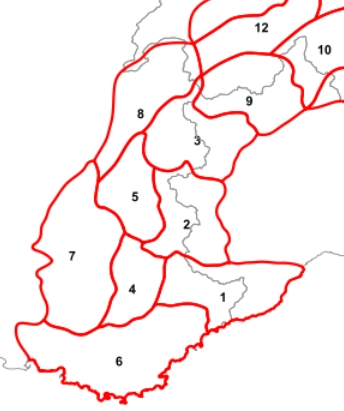
Partizione delle Alpi: le Alpi Occidentali coprono le sezioni 1-8.

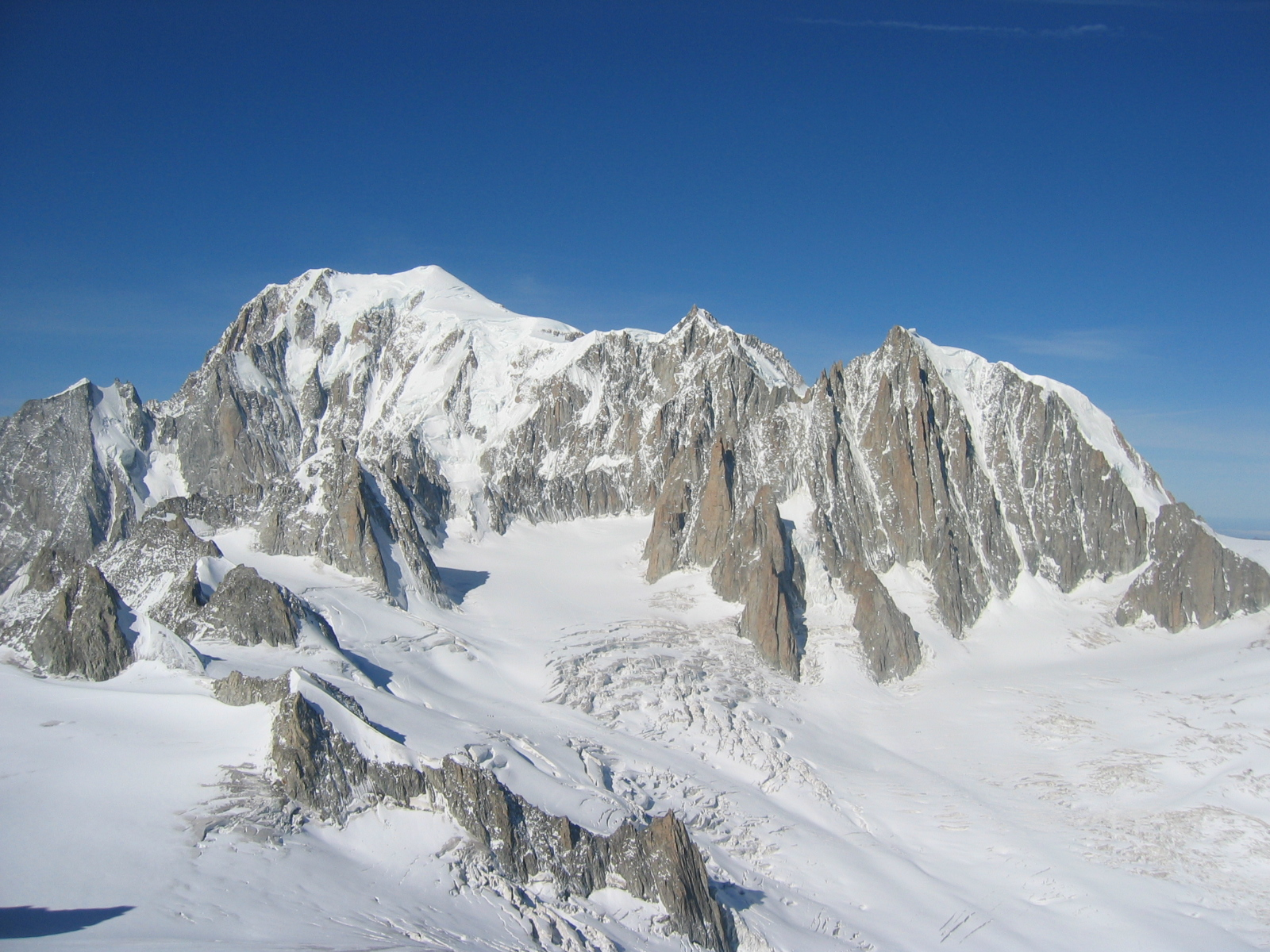
Monte Bianco

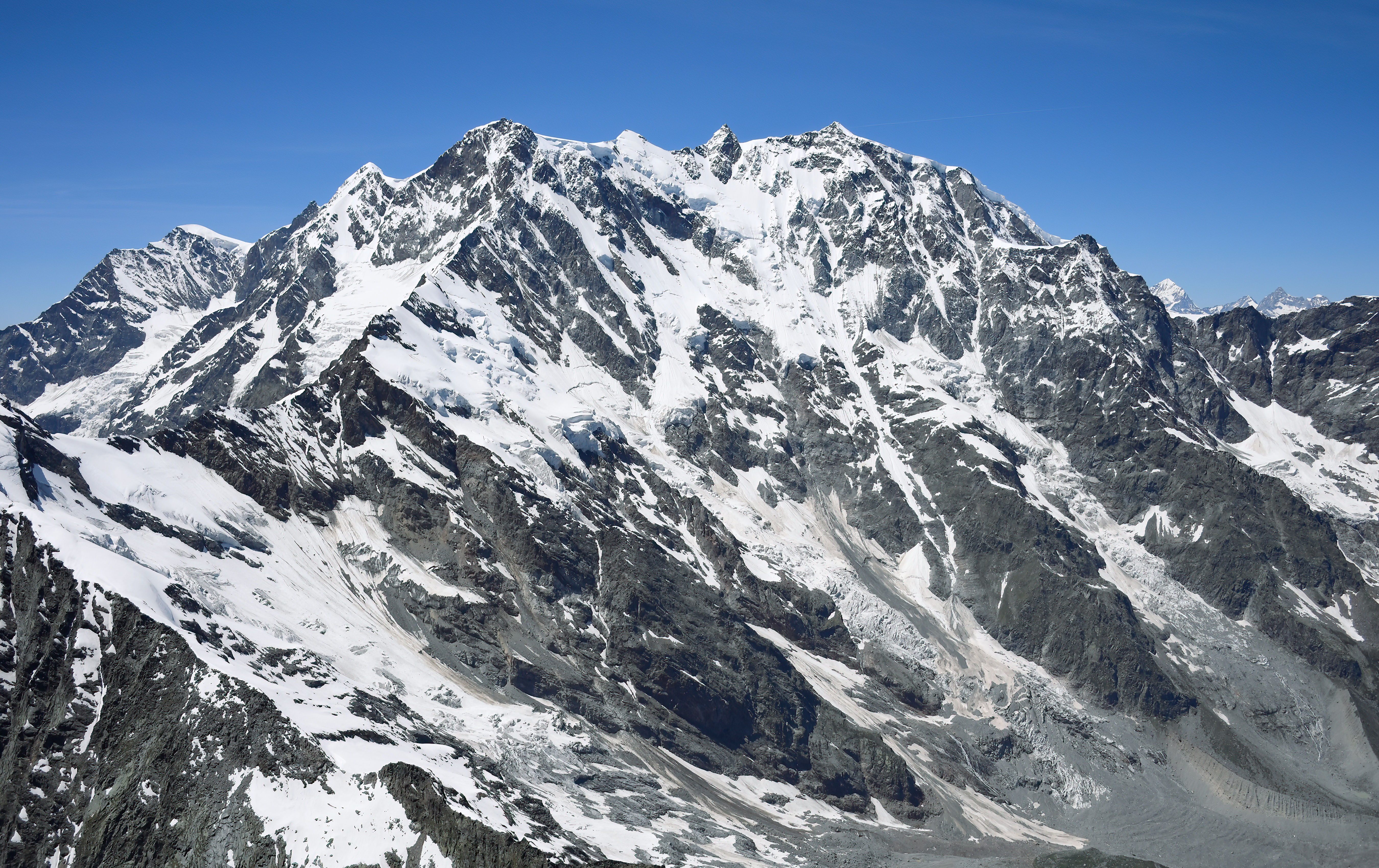
Monte Rosa

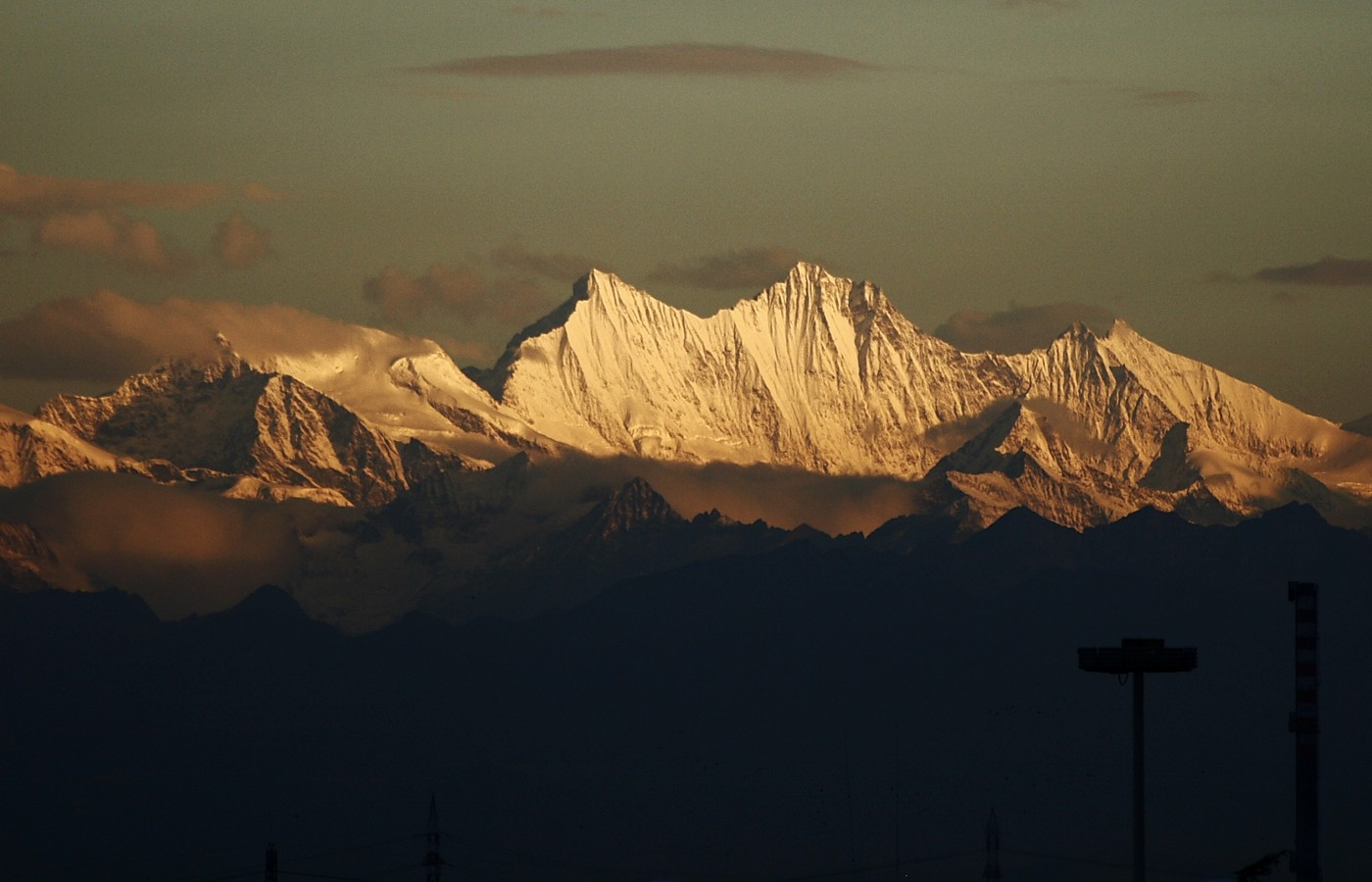
Dom

Nel 1926, a seguito del IX Congresso Geografico Italiano del 1924, venne adottata la Partizione delle Alpi, che prevede la suddivisione del sistema alpino in Alpi Occidentali, Alpi Centrali ed Alpi Orientali.
Nella Partizione delle Alpi e nella suddivisione didattica tradizionale italiana, le Alpi Occidentali vanno dal Colle di Cadibona al Col Ferret. La cima più elevata è il Monte Bianco (4.810 m).
Le Alpi Occidentali si suddividono ulteriormente nelle seguenti sezioni:
- Alpi Marittime (1)
  - Alpi liguri (1.a)
  - Alpi del Varo (1.b)
- Alpi Cozie (2)
  - Gruppo del Monviso (2.a)
  - Alpi del Monginevro (2.b)
  - Catena del Cenisio (2.c)
- Alpi Graie (3)
  - Gruppo del Gran Paradiso (3.a)
  - Alpi della Tarantasia (3.b)
  - Gruppo del Monte Bianco (3.c)
- Alpi di Provenza (4)
  - Gruppo dell'Asse (4.a)
  - Gruppo della Bleone (4.b)
- Alpi del Delfinato (5)
  - Gruppo del Champsaur (5.a)
  - Massiccio del Pelvoux (5.b)
  - Alpi di Moriana (5.c)
- Prealpi di Provenza (6)
  - Chaînes des Plans (6.a)
  - Montagna di Sainte Victoire (6.b)
  - Massiccio della Sainte Baume (6.c)
  - Monti dei Maures e dell'Esterel (6.d)
- Prealpi del Delfinato (7)
  - Montagna del Luberon (7.a)
  - Prealpi di Vaucluse (7.b)
  - Massiccio del Dévoluy (7.c)
  - Prealpi del Vercors (7.d)
- Prealpi di Savoia (8)
  - Alpi dello Sciablese (8.a)
  - Catena del Reposoir (8.b)
  - Baujes (8.c)
  - Massiccio della Grande Chartreuse (8.d)

## Suddivisione Orografica Internazionale Unificata del Sistema Alpino

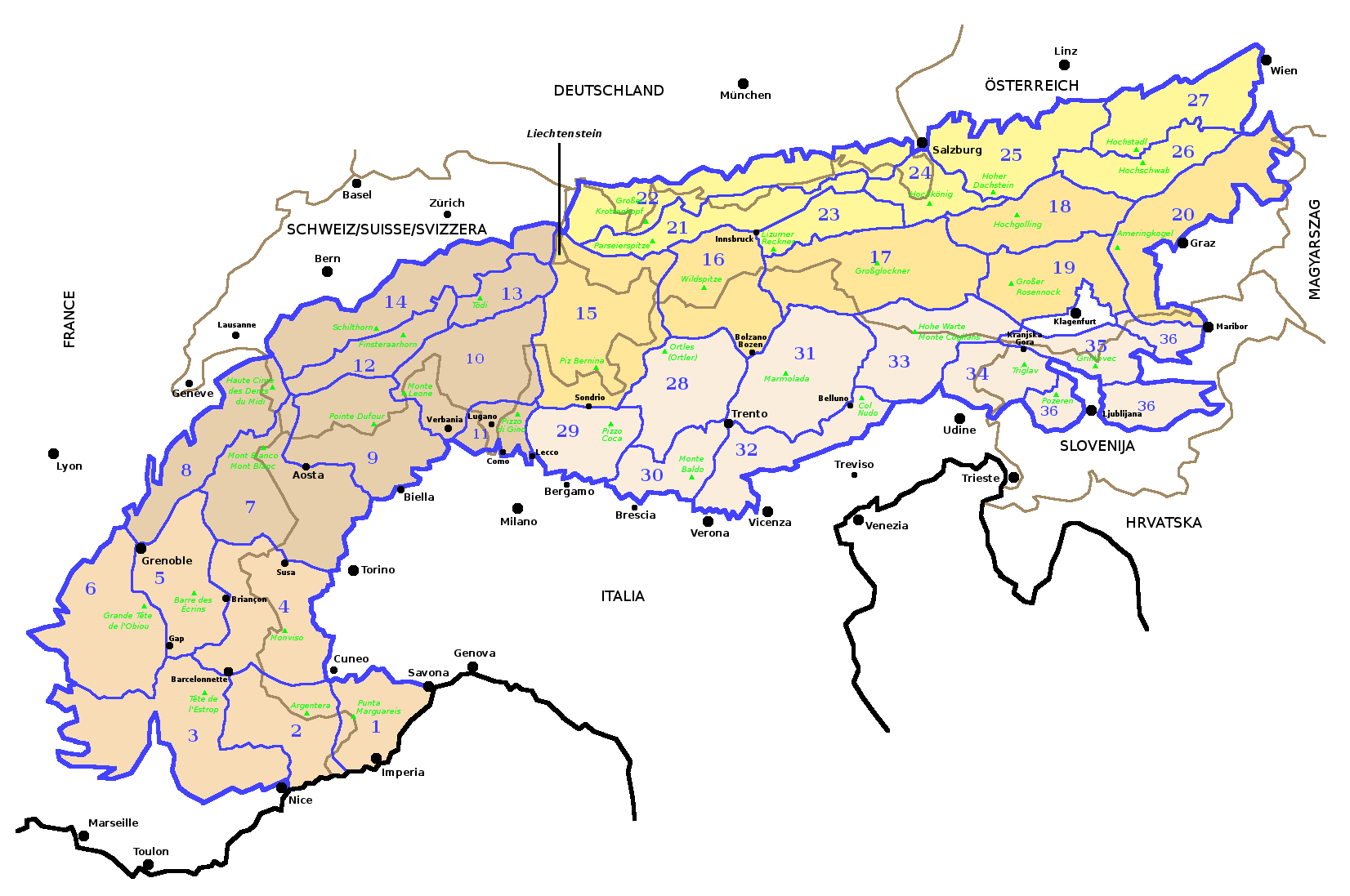
Alpi Occidentali ed Alpi Orientali secondo la SOIUSA.

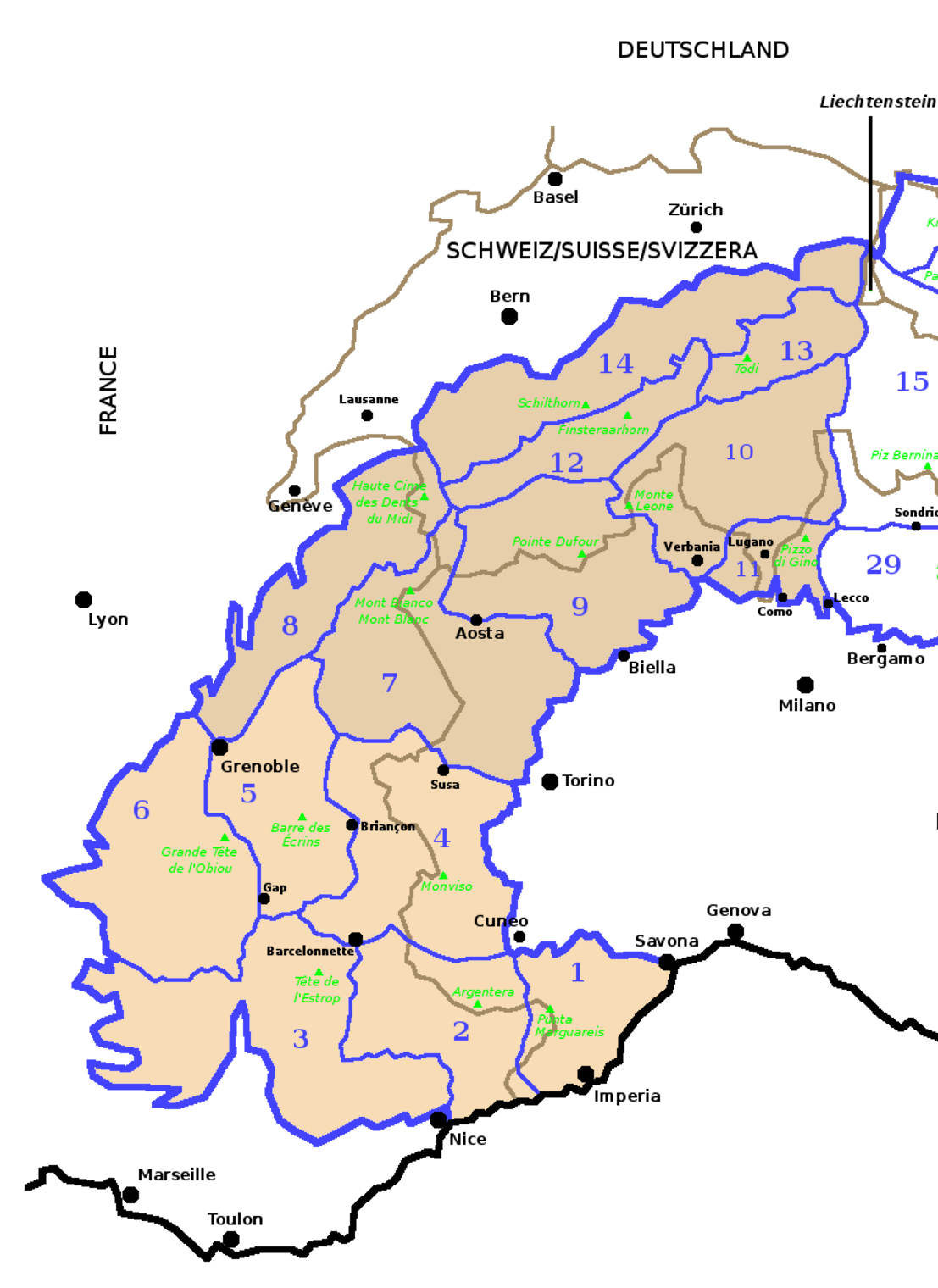
Dettaglio delle Alpi Occidentali con evidenziate le Alpi Nord-occidentali e quelle Sud-occidentali.

La Suddivisione Orografica Internazionale Unificata del Sistema Alpino (SOIUSA), presentata nel 2005, non segue la tripartizione delle Alpi del 1926; prevede invece una divisione in due grandi parti: Alpi Occidentali e Alpi Orientali, separate dalla linea Reno - Passo dello Spluga - Lago di Como.
Le Alpi Occidentali sono a loro volta suddivise nei due grandi settori: Alpi Sud-occidentali ed Alpi Nord-occidentali:

### Alpi Nord-occidentali

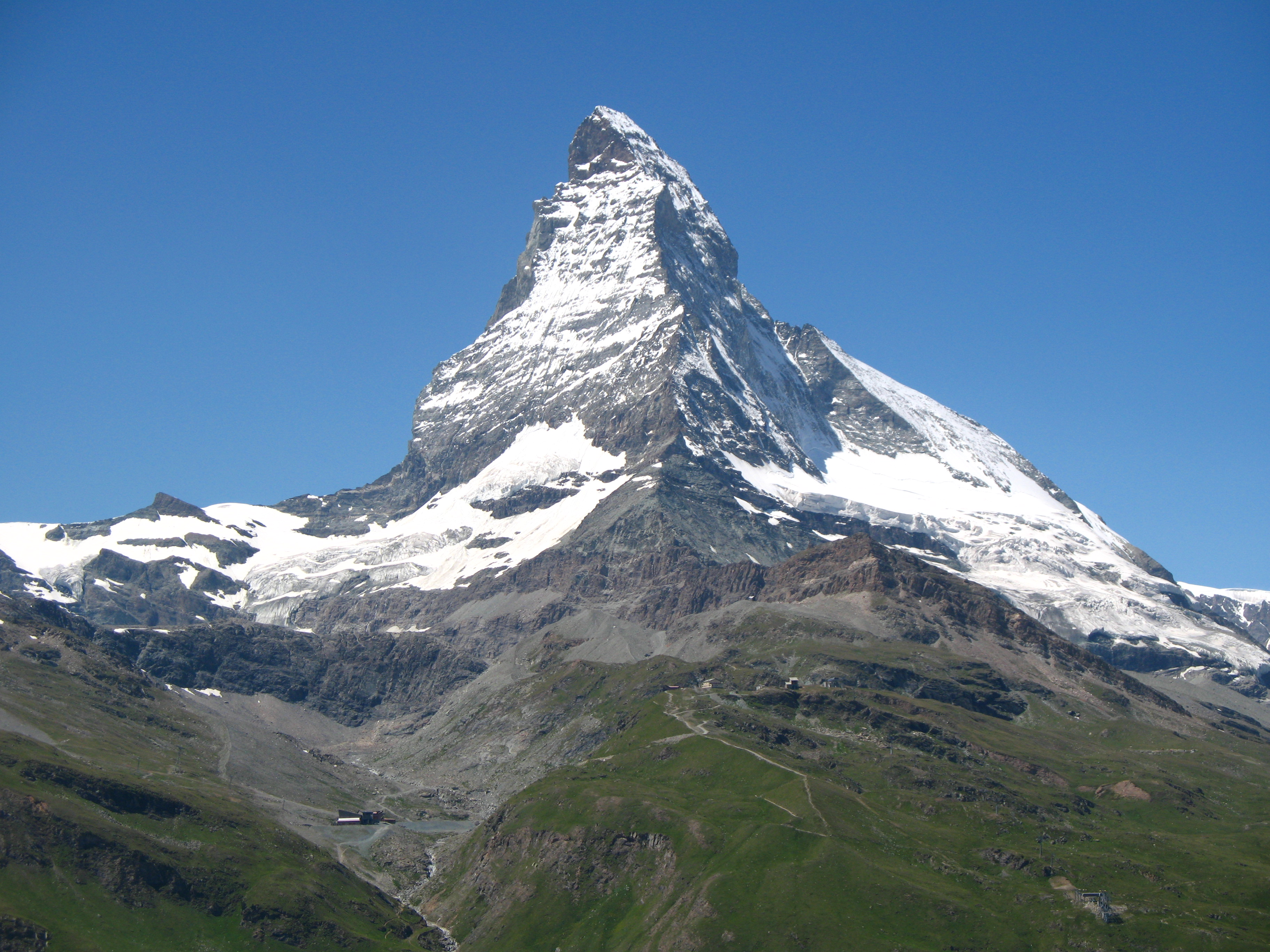
Cervino

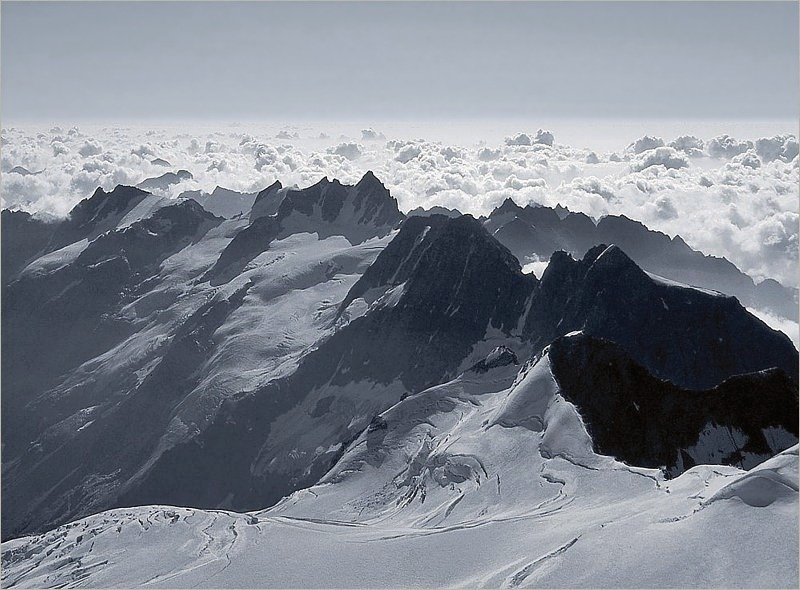
Gran Paradiso

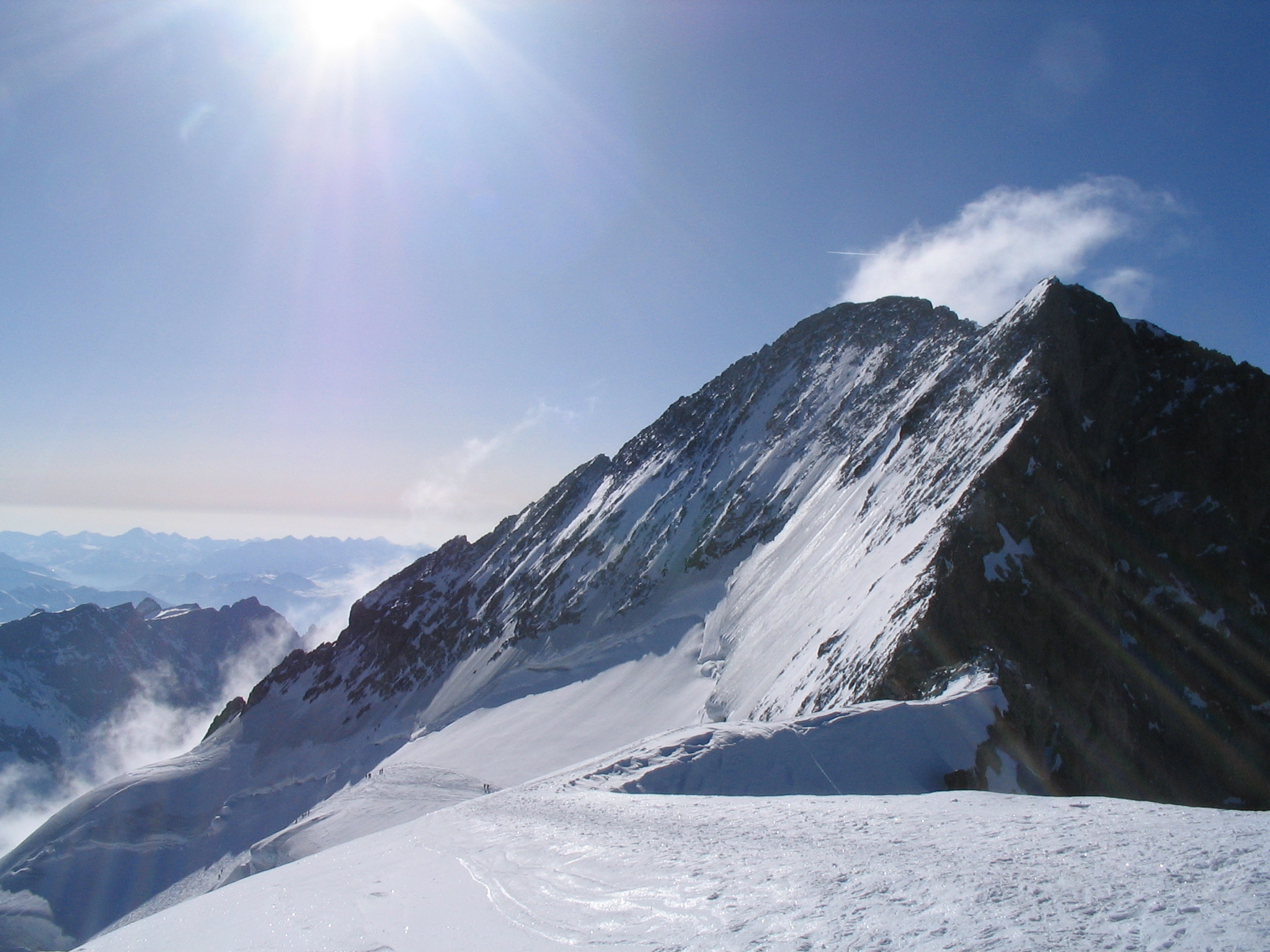
Barre des Écrins

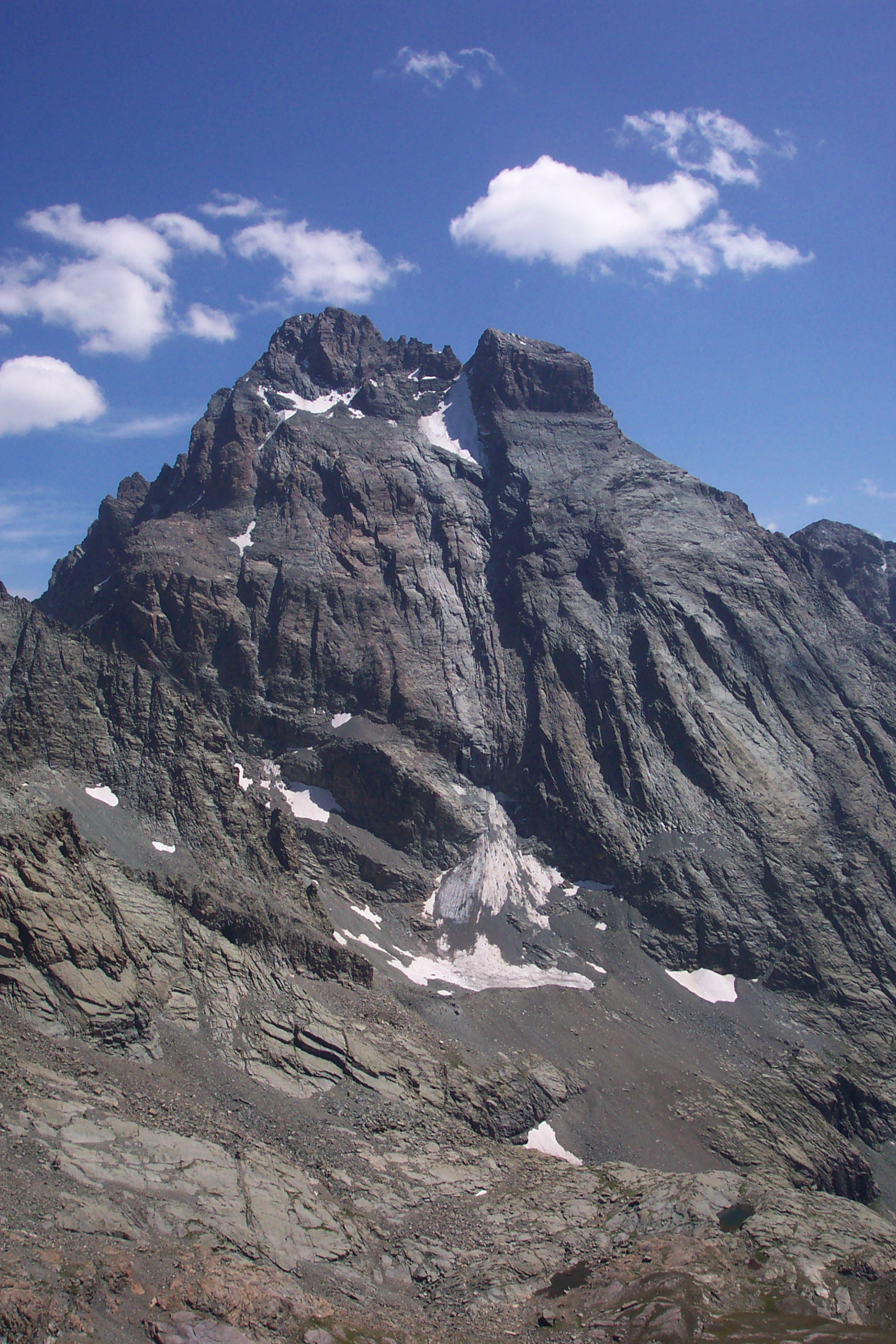
Monviso

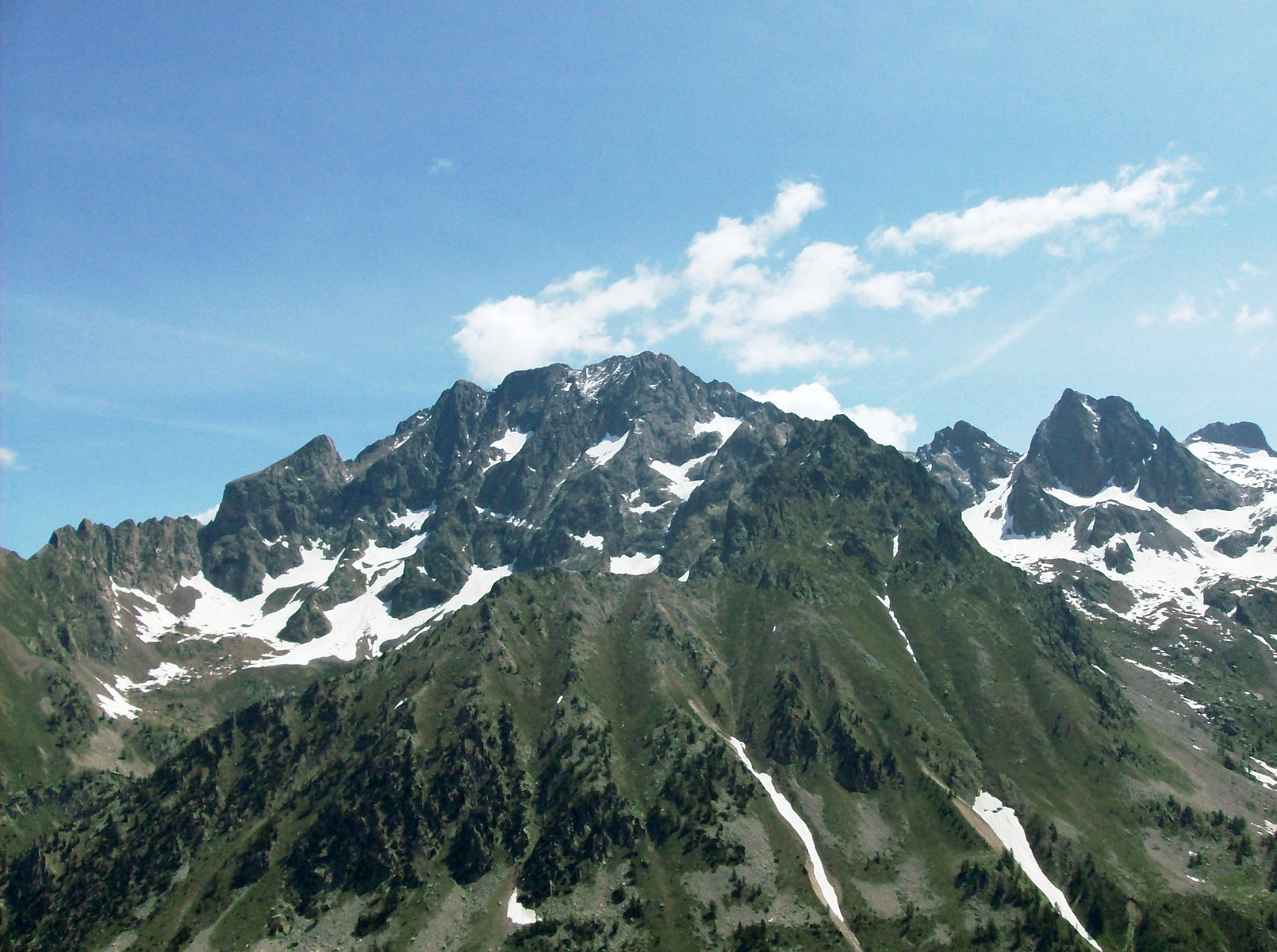
Monte Argentera

Le Alpi Nord-occidentali sono divise in 8 sezioni (SZ), 32 sottosezioni (STS) e 89 supergruppi (SPG):
- Alpi Graie (Monte Bianco, 4.810 m)
  - Alpi di Lanzo e dell'Alta Moriana (Catena Rocciamelone-Charbonnel; Catena Arnas-Ciamarella; Catena Levanne-Aiguille Rousse)
  - Alpi della Vanoise e del Grand Arc (Massiccio dell'Iseran; Massiccio della Grande Casse; Massiccio del Monte Pourri; Massiccio della Vanoise; Gébroulaz; Lauzière-Grand Arc)
  - Alpi della Grande Sassière e del Rutor (Catena Grande Sassière-Tsanteleina; Catena Rutor-Léchaud)
  - Alpi del Gran Paradiso (Massiccio del Gran Paradiso; Gruppo della Rosa dei Banchi; Catena Emilius-Tersiva)
  - Alpi del Monte Bianco (Massiccio di Trélatête; Massiccio del Monte Bianco; Massiccio Dolent-Argentière-Trient)
  - Alpi del Beaufortain (Roignais; Penaz-Joly)
- Prealpi di Savoia (Haute Cime des Dents du Midi, 3.257 m)
  - Catena delle Aiguilles Rouges (Aiguilles Rouges)
  - Prealpi del Giffre (Buet-Ruan-Dents du Midi; Fis-Platé-Colonney; Dents Blanches-Avoudrues-Nant Golon)
  - Prealpi dello Sciablese (Haufforts-Grange; Bise-Oche; Roc d'Enfer-Brasses)
  - Prealpi dei Bornes (Aravis; Bargy-Lachat-Tournette)
  - Prealpi dei Bauges (Arcalod-Trélod-Semnoz; Grand Colombier-Margerie-Revard)
  - Prealpi della Chartreuse (Granier-Dent de Crolles-Grand Som; Chamechaude-Charmant Som)
- Alpi Pennine (Monte Rosa, 4.634 m)
  - Alpi del Grand Combin (Grande Rochère-Grand Golliaz; Grand Combin-Monte Vélan; Gelé-Collon; Arolla-Cheilon-Pleureur)
  - Alpi del Weisshorn e del Cervino (Bouquetins-Cervino; Luseney-Cian; Dent Blanche-Grand Cornier; Weisshorn-Zinalrothorn)
  - Alpi del Monte Rosa (Monte Rosa; Contrafforti valdostani del Monte Rosa; Contrafforti valsesiani del Monte Rosa)
  - Alpi Biellesi e Cusiane (Alpi Biellesi; Alpi Cusiane)
  - Alpi del Mischabel e del Weissmies (Massiccio del Mischabel; Andolla; Weissmies)
- Alpi Lepontine (Monte Leone, 3.552 m)
  - Alpi del Monte Leone e del San Gottardo (Monte Leone-Blinnenhorn; Rotondo-Centrale-Piz Blas)
  - Alpi Ticinesi e del Verbano (Basodino-Cristallina-Biela; Onsernone; Togano-Laurasca-Limidario; Campo Tencia-Zucchero-Madone Grosso)
  - Alpi dell'Adula (Medel-Terri; Adula; Monti dello Spluga; Catena Mesolcina)
- Prealpi Luganesi (Pizzo di Gino, 2.245 m)
  - Prealpi Comasche (Catena Gino-Camoghè-Fiorina; Catena Tremezzo-Generoso-Gordona; Catena del Triangolo Lariano)
  - Prealpi Varesine (Catena Tamaro-Gambarogno-Lema; Catena Piambello-Campo dei Fiori-Nudo)
- Alpi Bernesi (Finsteraarhorn, 4.274 m)
  - Alpi Urane (Dammastock-Sustenhorn; Titlis-Urirostock)
  - Alpi bernesi in senso stretto (Catena Finsteraarhorn-Oberaarhorn-Galmihorn; Catena Jungfrau-Fiescherhorn; Catena Schreckhorn-Wetterhorn; Catena Gletscherhorn-Blümlisalp-Balmhorn; Catena Aletschhorn-Bietschhorn; Catena Wildhorn-Wildstrubel)
  - Alpi di Vaud (Diablerets-Muveran)
- Alpi Glaronesi (Tödi, 3.620 m)
  - Alpi Urano-Glaronesi (Oberalpstock-Clariden-Schärhorn; Glärnisch-Charetalp)
  - Alpi Glaronesi in senso stretto (Tödi-Hausstock; Sardona-Tamina; Spitzmeilen-Mürtschen)
- Prealpi svizzere (Schilthorn, 2.970 m)
  - Prealpi di Vaud e Friburgo (Prealpi di Vaud; Prealpi di Friburgo)
  - Prealpi Bernesi (Prealpi di Simmental; Prealpi di Lauterbrunnental; Hohgant-Rothorn)
  - Prealpi di Lucerna e di Untervaldo (Prealpi di Lucerna; Prealpi di Untervaldo)
  - Prealpi di Svitto e di Uri (Prealpi Uranesi e della Moutatal; Prealpi Svittesi e di Zugo; Prealpi di Wagital)
  - Prealpi di Appenzello e di San Gallo (Churfirsten; Alpstein)

### Alpi Sud-occidentali
Le Alpi Sud-occidentali sono divise in 6 sezioni (SZ), 23 sottosezioni (STS) e 46 supergruppi (SPG):
- Alpi del Delfinato (Barre des Écrins, 4.102 m)
  - Alpi delle Grandes Rousses e delle Aiguilles d'Arves (Aiguilles d'Arves-Mas de la Grave; Grandes Rousses)
  - Catena di Belledonne (Massiccio dei Sept Laux; Grand Pic de Belledonne-Grand Doménon)
  - Massiccio des Écrins (Catena Écrins-Grande Ruine-Agneaux; Catena Meije-Râteau-Soreiller; Catena Pelvoux-Bans-Sirac; Catena Olan-Rouies; Catena Arias-Muzelle)
  - Massiccio del Taillefer (Taillefer-Grand Armet-Tabor-Génépi)
  - Massiccio del Champsaur (Vieux Chaillol-Colle Blanche)
  - Massiccio dell'Embrunais (Rougnoux-Rochelaire-Mourre Froid)
  - Monti orientali di Gap (Diablée-Dôme de Gap)
- Prealpi del Delfinato (Grande Tête de l'Obiou, 2.790 m)
  - Prealpi del Devoluy (Pic de Bure-Bec de l'Aigle; Grande Tête de l'Obiou-Roc de Garnesier)
  - Prealpi occidentali di Gap (Céüse-Aujour)
  - Prealpi del Vercors (Grand Veymont-Lans-Charande; Serre du Montué-Roc de Toulau-Sausse-Epenet)
  - Prealpi del Diois (Toussière-Duffre-Servelle; Angèle-Vayou-Mélandre)
  - Prealpi delle Baronnies (Arsuc-Clavelière-Vanige; Chabre-Chamouse-Banne
- Alpi Cozie (Monviso, 3.841 m)
  - Alpi del Monviso (Gruppo del Chambeyron (in senso ampio); Catena del Parpaillon; Gruppo del Monviso in senso ampio)
  - Alpi del Monginevro (Catena Bucie-Grand Queyron-Orsiera; Catena Bric Froid-Rochebrune-Beal Traversier)
  - Alpi del Moncenisio (Catena Chaberton-Tabor-Galibier; Catena Bernauda-Pierre Menue-Ambin)
- Alpi e Prealpi di Provenza (Tête de l'Estrop, 2.961 m)
  - Alpi di Provenza (Séolane-Estrop-Caduc-Blanche)
  - Prealpi di Digne (Prealpi Meridionali di Digne; Prealpi Settentrionali di Digne)
  - Prealpi di Grasse (Bernarde-Monte Brune-Teillon; Cheiron-Audibergue; Malay-Barjaude)
  - Prealpi di Vaucluse (Monti di Vaucluse e di Lura; Luberon)
- Alpi Marittime e Prealpi di Nizza (Monte Argentera, 3.297 m)
  - Alpi Marittime (Gruppo Gelas-Grand Capelet; Catena Argentera-Pépoiri-Matto; Catena Corborant-Tenibres-Enciastraia; Catena Côte de l'Ane-Mounier; Catena Pelat-Frema-Grand Coyer)
  - Prealpi di Nizza (Rocaillon-Grand Braus)
- Alpi Liguri (Punta Marguareis, 2.661 m)
  - Prealpi Liguri (Settepani-Carmo-Armetta)
  - Alpi del Marguareis (Catena del Saccarello; Catena Marguareis-Mongioie)